# Kakuei Tanaka
Kakuei Tanaka (4. května 1918 – 16. prosince 1993) byl japonský politik. V letech 1972–1974 byl premiérem Japonska. Byl představitelem Liberální demokratické strany, dominantní politické síly japonského politického systému ve 2. polovině 20. století.

## Život
Začínal jako obchodník. Do politiky vstoupil v roce 1945, kdy finančně podporoval Japonskou umírněnou pokrokovou stranu (Nihon Šinpoto). Roku 1947 vstoupil do Demokratické strany (Minšuto), za niž se dostal do parlamentu (Dietu). Tam se sblížil s Demokratickou liberální stranou a vstoupil do ní. Stal se díky tomu úředníkem ve vládě. Roku 1955 se stal členem Liberální demokratické strany, jejíž se stala Demokratická liberální strana součástí.
Již v počátcích jeho kariéry ho poškodil korupční skandál, když byl uvězněn za přijetí úplatku, přesto se rozhodl znovu kandidovat a u voličů uspěl. K jeho voličskému zázemí až do pozdní kariéry patřili zejména železničáři (to poté, co zachránil před úpadkem železniční společnost Nagaoka), milionář Kendži Osano a skupina Etsuzankai (越山会), sdružující 100 000 zemědělců oblasti Niigata. Tanaka podporoval řadu projektů Etsuzankai, jako byla hydroelektrárna na řece Tadami či rychlodráha Joecu Šinkansen. Pozici uvnitř strany posílil přátelstvím s premiérem Eisaku Satóem a příbuzenstvím s dalším premiérem Hajato Ikedou. Tyto vazby mu přinesly pozice ministra pošt a komunikací, ministra financí a ministra mezinárodního obchodu a průmyslu. Roku 1971 se stal předsedou strany, za rok pak i premiérem. Připravil velkorysý program rozvoje infrastruktury, nestihl ho však realizovat a neměl k tomu ani dost prostředků. Pokusil se zlepšit vztahy s Indonésií, ale během jeho jednání s prezidentem Suhartem propukly v Indonésii mohutné protijaponské nepokoje, při nichž zahynulo 11 lidí.
Poté, co parlamentní komise začala vyšetřovat podezření, která se kolem Tanaky nahromadila, raději odstoupil, aby vyšetřování zastavil. Velký skandál ho však přece jen dostihl, to když roku 1976 viceprezident americké firmy Lockheed vypověděl před výborem amerického Senátu, že Tanakovi dal 1,8 milionu dolarů jako úplatek. Tanaka byl postaven před soud. Rozsudek byl vynesen roku 1983, Tanaka byl odsouzen ke 4 letům vězení. Byl však stále členem parlamentu a ten se měsíc nemohl shodnout, zda Tanaku vydat. Premiér Nakasone raději parlament rozpustil. V následujících volbách Tanaka svůj mandát obhájil, dostal dokonce nejvíc hlasů ze všech kandidátů. Parlament opustil až roku 1989, jeho zdravotní stav byl však již tak špatný, že do vězení nešel. Zemřel roku 1993.